# Joana de Castro
D. Joana de Castro, (cerca de  1410 - Lisboa, 14 de fevereiro de 1479), 3.ª Senhora de Cadaval e Peral, filha herdeira de D. João de Castro, 2º Senhor de Cadaval e Peral, e de sua mulher Leonor de Acuña y Girón, viúva de João das Regras.
A sua sepultura encontra-se no Convento do Carmo.

## Casamento e Descendência
Casou em 28 de dezembro de 1429 com D. Fernando I, 2.º Duque de Bragança, de quem teve nove filhos:
1. D. Fernando II, vindo a ser o 3.º Duque de Bragança dando continuidade à Casa de Bragança;
2. D. João, veio a ser Marquês de Montemor-o-Novo, sem geração;
3. D. Afonso, veio a ser conde de Faro e conde de Odemira - dele descendem os condes de Faro, os condes de Odemira e os condes de Vimieiro;
4. D. Álvaro, 4º Senhor de Cadaval e Peral, 1º Senhor de Tentúgal, Póvoa e Buarcos, 5º Senhor de Ferreira de Aves jure uxoris, 4º Senhor de Arega jure uxoris e 2º Senhor da Quinta de Água de Peixes jure uxoris (c.1440-1504) - dele descende a Casa de Cadaval (em Portugal) e os condes de Gelves (em Espanha);
5. D. António, morto na infânica;
6. D. Isabel, morta na infância;
7. D. Beatriz, marquesa de Vila Real pelo casamento com D. Pedro de Menezes;
8. D. Catarina, morta na infância;
9. D. Guiomar, condessa de Viana (do Alentejo), condessa de Viana (da Foz do Lima), condessa de Valença e condessa de Loulé pelo casamento com D. Henrique de Meneses.